# Kylmäkoski
Kylmäkoski este o fostă comună din Finlanda.